# Anthurium tysonii
Anthurium tysonii är en kallaväxtart som beskrevs av Thomas Bernard Croat. Anthurium tysonii ingår i släktet Anthurium och familjen kallaväxter. Inga underarter finns listade.